# Ariton
Ariton é uma cidade  localizada no estado americano do Alabama, no Condado de Dale.

## Demografia
Segundo o censo americano de 2000, a sua população era de 772 habitantes.
Em 2006, foi estimada uma população de 750, um decréscimo de 22 (-2.8%).

## Geografia
De acordo com o United States Census Bureau, a localidade tem uma área de 13,1 km², sem área coberta por água. Ariton localiza-se a aproximadamente 151 m acima do nível do mar.

## Localidades na vizinhança
O diagrama seguinte representa as localidades num raio de 32 km ao redor de Ariton.